# 胡安迪亞斯 (巴拿馬區)
胡安迪亞斯（西班牙語：Juan Díaz），是巴拿馬的城鎮，位於該國中東部，由巴拿馬省的巴拿馬區負責管轄，面積35.6平方公里，2010年人口100,636，人口密度每平方公里2,826.9人。